# فاليري جيرماين
فاليري جيرماين (بالفرنسية: Valère Germain)‏ وهو لاعب كرة قدم فرنسي في مركز الهجوم ولد في يوم 17 أبريل 1990 في مدينة مرسيليا في فرنسا وهو يلعب حاليا مع نادي موناكو في فرنسا ومع نادي شاتورو ومع نادي أورليانز ولعب مع منتخب فرنسا تحت 21 سنة لكرة القدم، ويبلغ طوله 180 سم.

## روابط خارجية
- فاليري جيرماين على موقع رابطة كرة القدم اليابانية للمحترفين (اليابانية)
- فاليري جيرماين على موقع رابطة كرة القدم الفرنسية للمحترفين (الإنجليزية)
- فاليري جيرماين على موقع إي إس بي إن إف سي (الإنجليزية)
- فاليري جيرماين على موقع قاعدة بيانات كرة القدم.إي يو (الإنجليزية)
- فاليري جيرماين على موقع ليكيب (الفرنسية)
- فاليري جيرماين على موقع Soccerbase.com (لاعب) (الإنجليزية)
- فاليري جيرماين على موقع Soccerway.com (الإنجليزية)
- فاليري جيرماين على موقع عالم كرة القدم.نت (الإنجليزية)
- فاليري جيرماين على موقع AS.com (الإسبانية)